# Oecetis coomana
Oecetis coomana är en nattsländeart som beskrevs av Navás 1932. Oecetis coomana ingår i släktet Oecetis och familjen långhornssländor. Inga underarter finns listade i Catalogue of Life.